# AMD K6

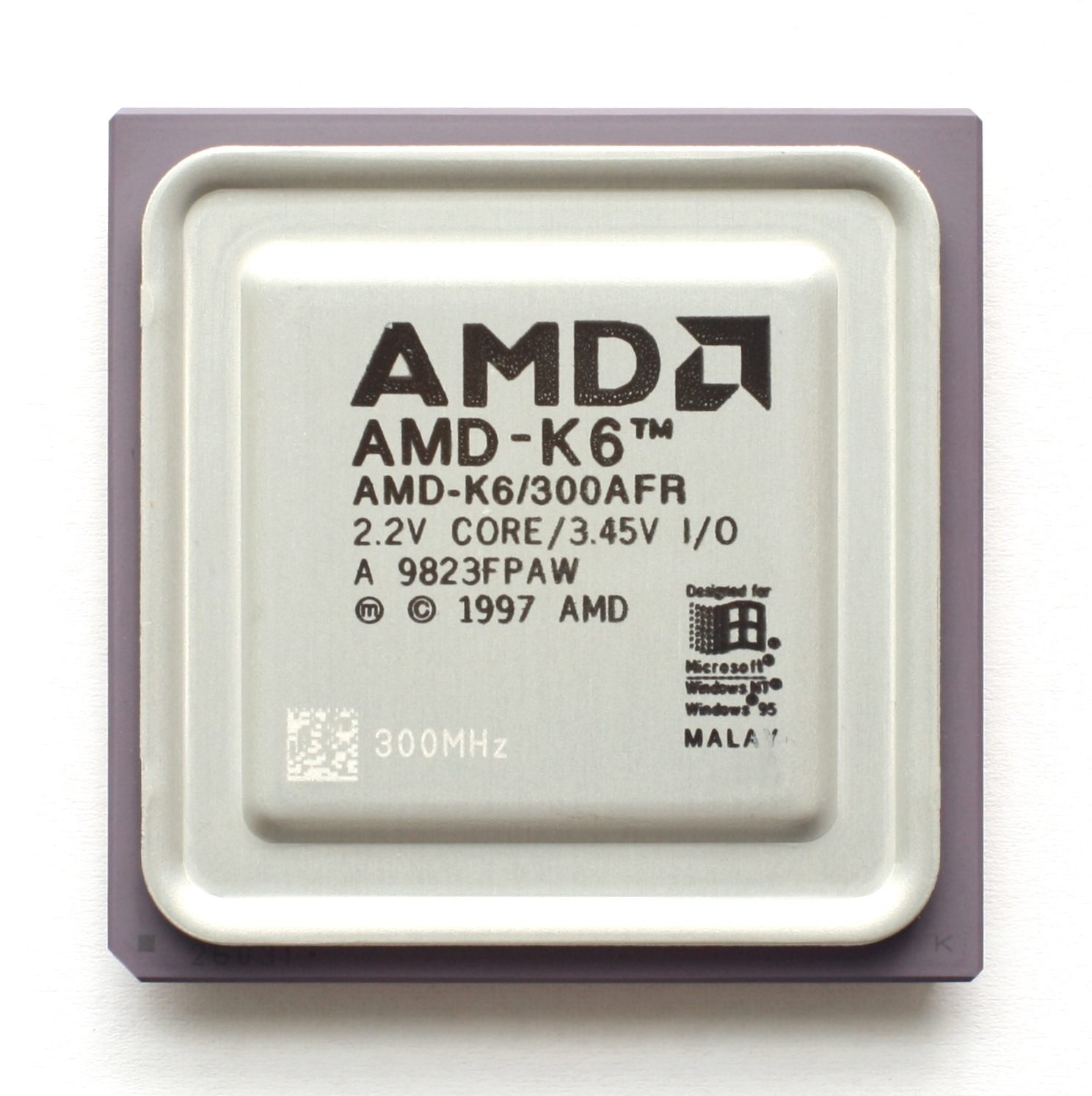
En K6 model 7, "little foot".

AMD K6-arkitekturen.

AMD K6-2-arkitekturen.

AMD K6-III-arkitekturen.

AMD K6 är en Intel-kompatibel mikroprocessor, tillverkad av AMD 1997–2000. Denna arbetar enligt x86-strukturen och var ett billigare alternativ till Pentium- och Pentium II-processorerna.
AMD K6 ersatte den tidigare något dåligt säljande AMD K5 och fanns med hastigheter från 166-570 MHz.
Denna processor blev en större framgång och var vanlig i datorer tillverkade under sent 1990-tal.
Samtliga varianter monterades i Socket 7, hade MMX-stöd och de senare varianterna hade även AMD:s egna 3DNow!-stöd för bättre hantering av spel med 3D-grafik.
Av den ursprungliga K6 finns två varianter, model 6 och model 7 "little foot", senare kom K6-2 och K6-3 med högre hastigheter och fler utökningar:
K6 model 6
- Klockhastighet: 166, 200 och 233 MHz
- Spänning: 2,9 volt (166 och 200 MHz), 3,2, 3,3 volt (233 MHz)
- FSB: 66 MHz
- Cache: 64 KB
- Socket: 7
- Släppt: 2 april 1997

K6 model 7 "little foot"
- Klockhastighet: 200, 233, 266 och 300 MHz
- Spänning: 2,2 volt
- FSB: 66 MHz
- Cache: 64 KB
- Socket: 7
- Släppt: 6 januari 1998

K6-2 3Dnow!, Chomper 250nm
- Klockhastighet: 233, 266, 300, 333 och 350 MHz
- Spänning: 2,2 volt
- FSB: 66, 100 MHz
- Cache: 64 KB
- Socket: Super Socket 7
- Släppt: 28 maj 1998

K6-2 3Dnow!, Chomper extended (CXT) 250nm
- Klockhastighet: 266, 300, 333, 350, 366, 380, 400, 450, 475, 500, 533 och 550 MHz
- Spänning: 2,2, 2,3 och 2,4 volt
- FSB: 66, 95, 97 och 100 MHz
- Cache: 64 KB
- Socket: Super Socket 7
- Släppt: 16 november 1998

K6-2+ 180nm, mobile, utökad 3DNow! samt nytt tillägg PowerNow! och L2 cache
- Klockhastighet: 450, 475, 500, 533, 550 och 570 MHz
- Spänning: 2,0 volt
- FSB: 95, 97 och 100 MHz
- Cache: L1: 64KB, L2: 128 KB full hastighet
- Socket: Super Socket 7
- Släppt: 18 april 2000

K6-III Sharptooth, K6-3D+, 250 nm
- Klockhastighet: 400 och 450 MHz
- Spänning: 2,2 och 2,4 volt
- FSB: 66/100 och 100 MHz
- Cache: L1: 64 KB L2: 256 KB full hastighet
- Socket: Super Socket 7
- Släppt: 22 februari 1999

K6-III-P 250 nm mobile
- Klockhastighet: 350, 366, 380, 400, 433 och 450 MHz
- Spänning: 2,0 och 2,2 volt
- FSB: 66, 95, 96,2, 66/100, 100 MHz
- Cache: L1: 64 KB, L2: 256 KB full hastighet
- Socket: Super Socket 7
- Släppt: 31 maj 1999

K6-III+ 180 nm mobile
- Klockhastighet: 400, 450, 475, 500 och 550 MHz
- Spänning: 1,6, 1,8 och 2,0 volt
- FSB: 95 och 100 MHz
- Cache: L1: 64 KB, L2: 256 KB full hastighet
- Socket: Super Socket 7
- Släppt: 18 april 2000

Efterföljare
AMD K6-serien ersattes 2000 av AMD K7 Athlon.